# روئنا گرین متیوز
روئنا گرین متیوز (زادهٔ ۱۹۳۸) استاد ممتاز بازنشسته «جی. رابرت گرینبرگ» در دانشگاه میشیگان، ان‌آربر است. پژوهش او بر نقش کوآنزیم‌های آلی به‌عنوان شرکای آنزیم‌ها در انجام واکنش‌های زیستی دشوار، به‌ویژه اسید فولیک و کوبالامین (ویتامین ب۱۲) تمرکز دارد. از جمله افتخارات او می‌توان به عضویت در فرهنگستان ملی علوم در سال ۲۰۰۲ و مؤسسه پزشکی در سال ۲۰۰۴ اشاره کرد.

## اوایل زندگی و تحصیلات
متیوز در کمبریج، انگلستان به‌دنیا آمد، در زمانی که پدرش، بیوشیمی‌دان دیوید ئی. گرین، در آنجا در فرصت مطالعاتی به‌سر می‌برد.: xxi  متیوز در سال ۱۹۶۰ مدرک کارشناسی زیست‌شناسی خود را با رتبهٔ سوما کوم لائوده از کالج رادکلیف دریافت کرد. او به‌عنوان دانشجوی کارشناسی، و برای سه سال پس از آن، با جورج والد همکاری داشت و به مطالعهٔ یک حدواسط جدید در بی‌رنگ شدن رنگ‌دانهٔ بینایی رودوپسین پرداخت؛ این حدواسط از نظر زمانی با آغاز تحریک بینایی هم‌زمان بود. سپس در رشتهٔ بیوفیزیک در دانشگاه میشیگان وارد تحصیلات تکمیلی شد و پژوهش پایان‌نامه‌اش را در آزمایشگاه وینسنت ماسی انجام داد. او در سال ۱۹۶۹ مدرک دکترای خود را دریافت کرد.

## فعالیت‌های دانشگاهی
پس از اتمام دورهٔ دکترای خود، ماتیوز به عنوان پژوهشگر فوق‌دکترا در آزمایشگاه چارلز ویلیامز در گروه شیمی زیستی دانشگاه میشیگان باقی ماند و در سال ۱۹۷۸ به عنوان دانشیار پژوهشی در بخش پژوهش بیوفیزیک منصوب شد. او در سال ۱۹۸۱ به مقام دانشیار ارتقا یافت، در ۱۹۸۶ استاد تمام شد و در سال ۱۹۹۵ عنوان استاد ممتاز دانشگاه «جی. رابرت گرینبرگ» را دریافت کرد. در سال ۲۰۰۲، او به عنوان استاد ارشد پژوهشی و عضو بنیان‌گذار هیئت علمی مؤسسه علوم زیستی منصوب شد. او در سال ۲۰۰۷ بازنشسته شد و عنوان استاد بازنشسته را دریافت کرد.

## جوایز
او در طول دوران حرفه‌ای خود افتخارات و جوایز متعددی دریافت کرد، از جمله جایزهٔ شرکت ریپلیجن که از سوی انجمن شیمی آمریکا (ACS) در سال ۲۰۰۱ اهدا شد، انتخاب به عضویت در آکادمی ملی علوم ایالات متحده آمریکا در سال ۲۰۰۲، آکادمی آمریکایی میکروبیولوژی در همان سال، انستیتو پزشکی در سال ۲۰۰۴، آکادمی هنرها و علوم آمریکا در سال ۲۰۰۵ و جامعه فلسفی آمریکا در سال ۲۰۰۹. او همچنین جایزه ویلیام سی. رز را که از سوی انجمن آمریکایی بیوشیمی و زیست‌شناسی مولکولی اهدا می‌شود، در سال ۲۰۰۰ دریافت کرد و جایزه ریپلیجن را از انجمن شیمی آمریکا در سال ۲۰۰۱ دریافت نمود.
او در سال ۲۰۰۱ سخنران افتخاری فردریک گولند هاپکینز در دوازدهمین کنفرانس بین‌المللی پترین‌ها و فولات‌ها بود، افتخاری که برای او اهمیت زیادی داشت چراکه پدرش با هاپکینز همکاری کرده بود. او عضو هیئت مشورتی پزشکی مؤسسه پزشکی هاوارد هیوز است، و در شورای آکادمی ملی علوم ایالات متحده آمریکا نیز خدمت کرده است.
دانشگاه میشیگان یک کرسی استادی به افتخار ماتیوز تأسیس کرده است؛ از سال ۲۰۰۹ جیمز باردول دارندهٔ کرسی استادی «روئنا جی. ماتیوز» است.

## پژوهش
پژوهش‌های دکتر ماتیوز بر فرایند «یک‌کربنه» متمرکز بود، به‌ویژه بر آنزیم‌هایی که تولید بازسازی گروه‌های متیل را کاتالیز می‌کنند: متونین سنتاز، یک آنزیم وابسته به ب۱۲ در انسان، و متیلن‌تتراهیدروفولات ردوکتاز. همکاری او با ژنتیک‌دان ریما روزن در دانشگاه مک‌گیل به شناسایی ژن انسانی متیلن‌تتراهیدروفولات ردوکتاز و توصیف چندریختی C677T که با هیپرهوموسیستئینمی در انسان‌ها مرتبط است، منجر شد. این چندریختی (زیست‌شناسی) می‌تواند به افزایش مقدار هوموسیستئین در جریان خون منجر شود. غلظت بالای هوموسیستئین در پلاسما می‌تواند خطر بیماری‌های قلبی‌عروقی را افزایش دهد و استفاده از اسیدفولیک نشان داده که می‌تواند این مقادیر را در انسان کاهش دهد. او به‌همراه مارتا ال. لودویگ نخستین ساختار پرتوایکس از ویتامین ب۱۲ متصل به یک پروتئین، یعنی متونین سنتاز وابسته به کوبالامین را روشن ساخت.

## آثار برگزیده
- دل‌دادگی به ویتامین‌ها (۲۰۰۹)[۲۳]
- آنزیم‌های وابسته به کوبالامین و کورینوئید[۲۴]
- متیل‌انتقال‌دهنده‌های وابسته به کوبالامین و کوبامید (۲۰۰۸)[۲۵]

## زندگی شخصی
ماتیوز فرزند ارشد زیست‌شیمیدان دیوید ئی. گرین و خالهٔ سناتور ایالات متحده تامی بالدوین است.